# Rio Eufrates
O rio Eufrates (em árabe: الفرات: al-Furāt, em hebraico:  פרת: Prat, em turco:  Fırat, em curdo:  Firat), é o mais longo e um dos mais historicamente importantes rios da Ásia Ocidental. Juntamente com o Tigre, é um dos dois rios que definem a Mesopotâmia. Originário no leste da Turquia, o Eufrates flui através da Síria e do Iraque para se unir ao Tigre no Xatalárabe, que desemboca no golfo Pérsico.
Ele é um dos chamados Quatro Rios do Paraíso resultantes da divisão do rio que passava pelo Jardim do Éden, sendo os demais o Phison, o Gehon e o Tigre.

## Etimologia
A forma grega antiga Euphrátēs (em grego clássico: Εὐφράτης) foi emprestada do persa antigo Ufrātu, próprio do elamita ú-ip-ra-tu-iš. Em acadiano o rio foi igualmente chamado Purattu, que foi perpetuado em línguas semíticas (cf. siríaco P(ə)rāṯ, árabe al-Furrāt) e em outras línguas próximas da época (cf. hurriano Puranti, sabariano Uruttu). As formas elamitas, acadianas, e possivelmente sumérias são de uma linguagem de substrato não registrada.
As primeiras referências ao Eufrates vêm de textos cuneiformes encontrados em Xurupaque e a pré-Nipur de Sargão no sul do Iraque e data em meados da década do terceiro milênio a.C.. Nestes textos, escrito em sumério, o Eufrates é chamado de Buranuna (logográfico: UD.KIB.NUN). O nome pode também ser escrito KIB.NUN.(NA) ou dKIB.NUN, com o prefixo "d" indicando que o rio era uma divindade. Em sumério, o nome da cidade de Sipar no Iraque dos dias de hoje também foi escrito UD.KIB.NUN, indicando uma forte relação histórica entre a cidade e o rio.

## Curso
O Eufrates é o rio mais longo da Ásia Ocidental. Resulta da confluência do Cara Su ou Eufrates Ocidental (450 km) e o Murat Su ou Eufrates Oriental (650 km), 10 km rio acima da cidade de Keban no sudeste da Turquia. Daoudy e Frenken colocam o comprimento do Eufrates a partir da nascente do Rio Murat até a confluência com o Tigre em 3 000 quilômetros, dos quais 1 230 km caem na Turquia, 710 km na Síria e 1 060 km no Iraque. Os mesmos valores são expressos por Isaev e Mikhailova. O comprimento do Xatalárabe, que liga o rio Eufrates e do Tigre com o golfo Pérsico, é dado por várias fontes como 145–195 km (90–121 km).